# American Horror Story
American Horror Story és una sèrie dramàtica amb pinzellades de terror, creada i produïda per Ryan Murphy i Brad Falchuk per a televisió. La primera temporada es va centrar en la família Harmon: en Ben, la Vivien i la seva filla Violet, que es traslladen de Boston a Los Angeles després que la Vivien va tenir un avortament involuntari i en Ben va tenir una aventura amorosa amb una noia més jove anomenada Hayden. Per a superar aquestes adversitats decideixen traslladar-se a una mansió restaurada, sense saber que la casa està encantada pels seus antics habitants que foren assassinats allí.
La sèrie s'emet a la televisió per cable FX canal als Estats Units. Es va estrenar el 5 d'octubre de 2011, i va completar la seva primera temporada. El 31 d'octubre de 2011, FX va anunciar que la sèrie havia sigut renovada per una segona temporada i que constaria de 13 episodis. Al 22 de desembre de 2011, Ryan Murphy anuncià la intenció de canviar la localització i els personatges de la segona temporada respecte als de la primera. Aquesta segona temporada començaria a emetre's el 17 d'octubre de 2012.

## Sinopsi

### Murder House (2011)
La primera temporada es basa principalment en la família Harmon: Ben (Dylan McDermott), Vivien (Connie Britton), i Violet (Taissa Farmiga), els quals es traslladen de Boston a Los Angeles després que Vivien tengués un avortament involuntari i Ben una aventura amb Hayden (Kate Mara), una de les seves estudiants. La família decideix anar a viure a una mansió restaurada, sense saber que la casa està encantada. A la casa acceptaran viure amb Moira O'Hara (Frances Conroy/Alex Breckenridge), una assistenta que sembla haver treballat ja amb els anteriors propietaris de la casa. Per als homes apareixerà com una jove seductora, i per a les dones com una dona gran i matrona. Ben i Vivien intentaran reavivar la seva relació mentre Violet, sofrint de depressió, trobarà consol en Tate Langdon (Evan Peters), un dels pacients nous de la consulta psiquiàtrica d'en Ben. La veïna Constance (Jessica Lange) i el misteriós personatge Larry Harvey (Denis O'Hare) afectaran també la vida dels Harmon sovint. La vida dels Harmon es complicarà encara més quan Hayden arriba a Los Angeles en un intent de guanyar l'amor de Ben, i Vivien acaba tenint sexe amb Ben i un home desconegut disfressat de qui ella creu que és en Ben, però que resulta ser en Tate, acabant ella embarassada de bessons, un de cada home. Diversos fantasmes a la casa, incloent Nora (la primera inquilina) i Hayden, conspiren per fer embogir a Vivien i així poder criar els nadons pel seu compte. Violet s'intenta suïcidar, acte del qual ella no s'adona que tingué "èxit" fins que setmanes després s'adona que no se'n pot anar lluny de la casa. Vivien dona a llum a bessons, i el primer bessó mor moments després del naixement, però el segon viu. Els fantasmes de Vivien i Violen volen treure a Ben de la casa. Després, Ben és enfrontat per Hayden el qual l'assassina penjant-lo d'una làmpada. Després de trobar el cos de Ben, Constance segresta el bebè. La sèrie salta tres anys més tard per desvelar que Constance ha continuat criant al seu net en secret. Ella descobreix, però, que ha assassinat violentament a la seva mainadera.
American Horror Story fou renovada per una segona temporada el 31 d'octubre de 2011. El 22 de desembre de 2011, Ryan Murphy anuncià la intenció de canviar la localització i els personatges de la segona temporada respecte als de la primera.

### Asylum (2012-2013)
La història transcorre el 1964 i segueix els pacients, metges i monges que resideixen la Institució Mental Briarcliff, situada a Massachusetts, on es descobrí que tractaven i mantenien criminals dements. Els guàrdies que dirigeixen la institució inclouen la severa Germana Jude (Jessica Lange), la seva protegida germana Mary Eunice (Lily Rabe) i el fundador de la institució, Monsenyor Timothy Howard (Joseph Fiennes).
Els metges encarregats de tractar els pacients a l'asil inclouen el psiquiatre Dr. Oliver Thredson (Zachary Quinto) i el científic sàdic Dr. Arthur Arden (James Cromwell). Els pacients, molts dels quals diuen ser injustament institucionalitzats, inclouen la periodista lesbiana Lana Winters (Sarah Paulson), l'assassí en sèrie acusat, anomenat Kit Walker (Evan Peters), la nimfòmana Shelley (Chloe Sevigny) i la presumpte assassina Grace Bertrand (Lizzie Brocheré). Els habitants de Briarcliff són rutinàriament subjectes a influències sobrenaturals i científiques, inclosa la possessió demoníaca i l'abducció extraterrestre. La temporada es duu a terme al llarg de la dècada de 1960 amb projeccions del futur de 2012.

### Coven (2013-2014)
La història succeeix el 2013 i segueix els descendents dels bruixots que van sobreviure als Judicis de Bruixes de Salem, que estan gairebé extingits i en perill una vegada més. Els que comparteixen aquesta afecció genètica estan sent sotmesos a estranys i violents atacs. Un misteriós internat de nenes ha obert a Nova Orleans per protegir i albergar dones joves que són part d'aquest llinatge únic i per evitar els perills del món exterior. L'absent bruixa Suprema, la més potent de la seva generació, Fiona Goode (Jessica Lange), arriba per garantir la seguretat de l'aquelarre, però també per complir els seus objectius secrets.
La filla de Fiona, Cordèlia (Sarah Paulson), ensenya a l'escola i dona la benvinguda a la seu nova estudiant, Zoe Benson (Taissa Farmiga), que alberga el seu propi secret terrible. Esdeveniments revelen una vella rivalitat entre les bruixes de Salem i les practicants de vudú de Nova Orleans, així com un ressentiment històric entre la reina Voodoo, Marie Laveau (Angela Bassett) i l'assassina en sèrie de l'alta societat, Delphine LaLaurie (Kathy Bates). També es tracten els tema de la bruixeria, el vudú, el racisme, la mort i la família, com ara les relacions entre mares i filles. La temporada es fixa principalment en l'època actual i inclou flashbacks a principis de la dècada de 1970 i de 1830. 

### Freak Show (2014-2015)
La història transcorre el 1952 a la tranquil·la localitat de Júpiter, Florida, i segueix un circ de fenòmens en dificultats dirigit per Elsa Mart (Jessica Lange). Han passat dècades des que el públic ha considerat els circ de fenòmens com una forma d'entreteniment, però Elsa somia en trobar una llar per als seus "monstres", així com la seva pròpia fama. Quan les siameses Bette i Dot Tattler (Sarah Paulson) són portades a l'hospital, Elsa veu la seva oportunitat d'aixecar el seu, amb l'esperança que les dues germanes la faran famosa d'una vegada per totes. Altres membres inclouen Jimmy Darling (Evan Peters), un noi nascut amb sindactília que desitja sortir de la vida firaire i viure una vida normal.
La mare de Jimmy, la dona barbuda, anomenada Ethel Darling (Kathy Bates), és la mà dreta d'Elsa i manté la llei i l'ordre sota la carpa. Dell Toledo (Michael Chiklis), un home fort del passat turbulent d'Ethel i la seva dona de tres pits, Desiree Dupree (Angela Bassett), causen problemes quan arriben a la barraca de fira. En un moment en què l'era de la televisió comença a alçar-se més alt que els actes de fira, aquests individus han de superar aquells que els persegueixen per la seva aparença. No obstant això, com es desenvolupen els esdeveniments, es revela que diverses entitats fosques s'han establert a Júpiter i tots tenen els fenòmens com a punt de mira. Els flashbacks es fixen en la dècada de 1940.

### Hotel (2015-2016)
La història succeeix el 2015 a Los Angeles, Califòrnia, a l'embruixat i retro Hotel Cortez, construït per James Patrick March (Evan Peters) a fi d'esdevenir una cambra de tortura per als clients. Els guardians de l'hotel inclouen el vampir de 115 anys, La Comtessa (Lady Gaga), i l'empleada de recepció i gerent, Iris (Kathy Bates).
Els residents i els hostes inclouen la fantasma addicte a les drogues, anomenada Sally McKenna (Sarah Paulson), l'odiós fill d'Iris i ex drogoaddicte convertit en l'amant vampir de La Comtessa, Donovan (Matt Bomer), la cambrera Liz Taylor (Denis O'Hare), la venjativa actriu i ex amant de La Comtessa, Ramona Royale (Angela Bassett), el model masculí i l'addicte assassinat Tristán Duffy (Finn Wittrock), el dissenyador de moda novaiorquès i comprador actual Will Drake (Cheyenne Jackson), el sospitós, que ben aviat es torna boig, detectiu John Lowe (Wes Bentley) i la seva esposa deprimida Alex (Chloe Sevigny).
Quan Lowe es registra a l'hotel, el que ell no sap és que ell és l'objectiu d'un assassí en sèrie, L'Assassí dels Deu Manaments, que el posarà en perill. Els temes principals tractats són l'addicció, la bogeria i el perdó. Tot i que la història se centra en l'actualitat, també hi ha flashbacks dels anys 1920, 1970, 1980 i 1990 i, a més a més, hi ha un epíleg del 2022.

### Roanoke (2016)
La primera part de la temporada es presenta al documental My Roanoke Nightmare, centrada en l'experiència viscuda per la parella Shelby Miller (Lily Rabe) i Matt Miller (Andre Holland) recreats per Audrey Tindall (Sarah Paulson) i Dominic Banks (Cuba Gooding Jr.) respectivament) els qui arriben a viure a una casa colonial a Carolina del Nord on en el passat es va establir la Colònia de Roanoke que va desaparèixer misteriosament. Des del moment en què la parella s'instal·la a la nova llar, una sèrie d'esdeveniments paranormals comencen a succeir al seu voltant. La segona part, ambientada un any després, i amb l'èxit que va causar My Roanoke Nightmare; l'executiu que va produir el xou, Sidney Aaron James (Cheyenne Jackson), planeja una segona temporada anomenada Return to Roanoke: Three Days in Hell, on els actors de les recreacions i les seves contra-parts del món real es reuneixen sota el sostre de la casa a Roanoke durant els tres dies de la lluna de sang; sense pensar en els perills que els esperarien allà. El capítol final és com a conclusió sobre les conseqüències socials que van ocasionar les dues temporades del programa, projectades en un únic supervivent.

### Cult (2017)
Ambientada el 2016 i el 2017, la ciutat fictícia de Brookfield Heights, Michigan, queda dividida arran de l'elecció de Donald Trump com a president. La propietària d'un restaurant local, Ally Mayfair-Richards (Sarah Paulson) es queda completament desconcertada, juntament amb la seva dona Ivy (Alison Pill). Malgrat l'ajuda del seu psiquiatre, el doctor Rudy Vincent (Cheyenne Jackson), Ally es torna cada vegada més inestable en les setmanes següents, a mesura que les seves fòbies reprimides durant molt de temps comencen a ressorgir i comencen a afectar les seves relacions amb la seva dona i el seu fill, Oz (Cooper Dodson). A tota la ciutat, el misògin alt-dreta Kai Anderson (Evan Peters) s'alegra pels resultats de les eleccions, el que l'atrau a perseguir el poder polític postulant-se a l'ajuntament, liderat per la feminista radical Bebe Babbitt (Frances Conroy) i amb l'ajuda de la seva germana reticent i liberal Winter (Billie Lourd), que els Mayfair-Richards. lloguer de la llar com a mainadera. Mentre l'Ally intenta readaptar-se a la vida normal malgrat la seva creixent ansietat i paranoia, es veu terroritzada per un grup d'agressors emmascarats, vestits amb vestits de pallasso, que només estan presents quan està sola, de manera que els que l'envolten es pregunten si estava. veritablement atacats, o si fossin merament al·lucinacions. Els nous veïns excèntrics d'Ally Harrison (Billy Eichner) i Meadow Wilton (Leslie Grossman) es trasllada a la casa del costat, mentre la periodista Beverly Hope (Adina Porter) baixa a cada escena del crim per informar dels assassinats. També enmig del caos es troben Jack Samuels (Colton Haynes), un detectiu que investiga els crims i inicialment dubta de les afirmacions d'Ally, i Gary K. Longstreet (Chaz Bono), el propietari d'un supermercat que té una amputació del braç i és un apassionat partidari de Trump. Amb l'ascens al poder de la Kai revelant motius sinistres, l'Ally comença a establir connexions entre els seus presumptes pallassos atacants i els molts estranys incidents ocorreguts a Brookfield Heights. Comença a témer que tothom a la ciutat la busqui, amplificant la seva creixent desconfiança envers els que l'envolten.

### Apocalypse (2018)
Ambientat en un futur proper, l'Anticrist, Michael Langdon (Cody Fern), provoca l'apocalipsi instigant la guerra nuclear. Els supervivents escollits de les conseqüències, l'hereva Coco St. Pierre Vanderbilt (Leslie Grossman), la seva assistent personal Mallory (Billie Lourd), el perruquer Mr. Gallant (Evan Peters), la seva àvia Evie (Joan Collins), la presentadora de tertúlies Dinah Stevens. (Adina Porter), el fill de Stevens, Andre (Jeffrey Bowyer-Chapman), adults joves Timothy Campbell (Kyle Allen) i Emily (Ash Santos), entre d'altres, es refugien en un refugi antiincendis anomenat "Outpost 3", dirigit amb mà de ferro per Wilhemina Venable (Sarah Paulson) i Miriam Mead (Kathy Bates) juntament amb The Fist (Erika Ervin), una guàrdia brutal i alta. Els flashbacks de tres anys abans revelen que "Outpost 3" era una escola de bruixots per nois dirigida per John Henry Moore (Cheyenne Jackson) que sense saber-ho va albergar l'Anticrist, amb l'esperança que s'aixequés com el primer Suprem masculí. El consell de bruixes de Cordelia Goode (Sarah Paulson), Zoe Benson (Taissa Farmiga) i la ressuscitada Myrtle Snow (Frances Conroy) són convocats i ràpidament descobreixen com de perillós és Michael per al seu aquelarre quan s'enfronten als seus poders evidents, mentre ressuscita les bruixes difuntes Queenie (Gabourey Sidibe), Madison Montgomery (Emma Roberts) i Misty Day (Lily Rabe). El coven, amb l'ajuda dels bruixots, intenta salvar la humanitat descobrint els intensos poders de la nova bruixa Mallory, aprenent més sobre els misteriosos orígens de Michael, en particular de l'àvia de Michael, Constance Langdon (Jessica Lange), i com derrotar-lo per evitar l'apocalipsi.

### 1984 (2019)
Ambientada l'any titular de 1984, la temporada segueix a Brooke Thompson (Emma Roberts) mentre viatja a un campament d'estiu remot i recentment reobert, conegut com Camp Redwood, per treballar com a consellera després d'una trobada aterridora amb l'assassí en sèrie Richard Ramírez". The Night Stalker" (Zach Villa). Entre els que viatgen amb Brooke hi ha el preppy Xavier Plympton (Cody Fern), l'atlètic Chet Clancy (Gus Kenworthy), el desenfadat Ray Powell (DeRon Horton) i l'esperit Montana Duke (Billie Lourd). En arribar al campament, es troben amb la seva propietària, la profundament religiosa Margaret Booth (Leslie Grossman), que una vegada va ser un campista allà, i que té la seva pròpia experiència sobrevivent a un assassí. Altres residents de Camp Redwood inclouen la seva infermera Rita (Angelica Ross), el director d'activitats Trevor Kirchner (Matthew Morrison) i la xef del camp Bertie (Tara Karsian). No gaire després que els consellers s'instal·lin a la seva primera setmana, s'estan informant que l'assassí desquitjat Benjamin Richter (John Carroll Lynch), també conegut com el Sr. Jingles, ha escapat d'un manicomi local i se suposa que es dirigeix cap al campament, on té una història violenta. No obstant això, a mesura que avança la temporada, es desvetllen més secrets sobre els consellers, així com flashbacks que detallen la història del camp, inclosa la mare maltractadora de Richter, Lavinia (Lily Rabe).

### Double Feature (2021)
A la primera part, titulada Red Tide, l'escriptor en dificultats Harry Gardner (Finn Wittrock), la seva dona embarassada Doris (Lily Rabe) i la seva filla Alma (Ryan Kiera Armstrong) es traslladen a Provincetown, una ciutat platja aïllada de Massachusetts, per a l'hivern durant Harry a treballar en pau sense molèsties. Un cop instal·lats, els veritables habitants de la ciutat comencen a donar-se a conèixer. En Harry pateix un bloqueig d'escriptor i una nit més tard va a un bar anomenat The Muse, on coneix el cantant i compositor Austin Sommers (Evan Peters) i la novel·lista eròtica Sarah Cunningham, coneguda amb el pseudònim de Belle Noir (Frances Conroy), que l'ajuden amb el seu problema. Austin li presenta una misteriosa píndola negra a Harry, que afirma que ajudarà a aquells amb creativitat i talent a ser cada cop més avançats amb el seu treball, però, la píndola també cobra un preu en forma d'efectes secundaris horripilants. Criatures estranyes anomenades "gent pàl·lida" terrorifiquen la ciutat crua i buida. Al llarg de la temporada, es veuen molts esdeveniments inquietants, al costat de diversos personatges. Inclouen l'antihigiènic Mickey (Macaulay Culkin), l'agent severa d'Harry Ursula (Leslie Grossman), el tatuador i modificador corporal Lark Feldman (Billie Lourd), una excèntrica dona sense sostre anomenada Tuberculosis Karen (Sarah Paulson), el cap de policia novell enfilat, el cap Burleson (Adina Porter), una dona misteriosa anomenada la química (Angelica Ross) i el dissenyador d'interiors Holden Vaughn (Denis O'Hare).
A la segona part, titulada Death Valley, Kendall Carr (Kaia Gerber), Cal Cambon (Nico Greetham), Troy Lord (Isaac Cole Powell) i Jamie Howard (Rachel Hilson), quatre estudiants universitaris que estan de viatge d'acampada es veuen arrossegats. una conspiració extraterrestre horrorosa i mortal que s'ha desenvolupat durant dècades. El president Dwight D. Eisenhower (Neal McDonough) ha fet una tasca terrible per enraonar amb uns convidats inesperats i no desitjats, ja que la seva dona, Mamie Eisenhower (Sarah Paulson), s'ha anat a esquena i pren una decisió que posa en perill la seva vida.

### NYC (2022)
L'any 1981, a la ciutat de Nova York, una sèrie d'assassinats dirigits a la comunitat gai genera odi cap a l'apàtic NYPD. El detectiu tancat Patrick Read (Russell Tovey) i la seva parella, el periodista nadiu de Nova York Gino Barelli (Joe Mantello) per a qui Read va deixar la seva ex, Barbara (Leslie Grossman), comencen a investigar el duet homicida assassí format per l'il·lusiu "Big" vestit de cuir. Daddy" i el Dr. Whitely retorçat (Jeff Hiller). Les seves opinions diferents sobre com abordar la investigació, però, condueixen a un pegat difícil en la seva relació. Read i Barelli se'ls uneix Adam Carpenter (Charlie Carver), un jove gai l'amic del qual ha desaparegut. La recerca de Carpenter el porta a una connexió amb el fotògraf Theo Graves (Isaac Cole Powell), tot i que això provoca gelosia del company tòxic de Graves Sam (Zachary Quinto). Mentrestant, la doctora Hannah Wells (Billie Lourd) investiga una nova malaltia que s'estén a Fire Island mentre la cantant de cabaret Kathy Pizzaz (Patti LuPone) s'encarrega de la disminució del públic al seu local de banys local.

### Delicate (2023)
El 10 d'abril de 2023, Murphy va anunciar que la temporada 12 s'estrenaria a mitjans de 2023. Els membres del repartiment confirmats inclouen Emma Roberts, Kim Kardashian, i Matt Czuchry. La temporada es basarà en el proper llibre Delicate Condition de Danielle Valentine amb cada episodi escrit per Halley Feiffer, una novetat per a la sèrie, que també prendrà el relleu com a showrunner de Murphy. El 24 d'abril, es va informar que Cara Delevingne es va unir al repartiment de la propera temporada després de ser vista filmant amb Roberts. El 28 d'abril de 2023 es va informar que Annabelle Dexter-Jones i Michaela Jaé (MJ) Rodríguez s'han unit al repartiment de la temporada. El 4 de maig de 2023, es va informar que el rodatge de la temporada s'havia tancat a causa de la vaga d'escriptors de la WGA. El mateix dia, es va informar que la producció es va reprendre i que el repartiment i la tripulació estaven utilitzant una entrada posterior per entrar a l'estudi i evitar creuar la línia de piquets. El 10 de maig de 2023, es va anunciar que la producció de la temporada es va aturar a causa de la vaga. El 15 d'agost, FX va fixar la data d'estrena de la primera part per al 20 de setembre de 2023.

### Temporades futures
El 5 de desembre de 2018, Murphy va dir que les bruixes de Coven tornaran en una temporada futura. El 9 de gener de 2020, la sèrie es va renovar fins a la temporada 13.

## Personatges

### Primera temporada

#### 1922
- Dr. Charles Montgomery (†) interpretat per Matt Ross. Un cirurgià el qual construí la casa el 1922. Intentà fer reviure el seu fill Thaddeus, cosint-li les parts, fins a convertir-lo en un monstre.
- Nora Montgomery (†)  interpretat per Lily Rabe és l'esposa del Dr. Montgomery. Sempre havia volgut recuperar el seu bebè.
- Thaddeus Montgomery (El Infantata) (†) interpretat per Ben Woolf com a fill dels Montgomery. Morí en ser tallades totes les parts del seu cos.

#### 1947
- Elizabeth Short (La Dalia Negra) (†) interpretat per Mena Suvari. Era una noia que anà a visitar el Dr. Curan, un dentista de la zona i aquest se sobrepassà amb l'òxid nitrós per a anestesiar-la i la va matar involutàriament.

#### 1968
- María (†)  interpretat per Rosa Salazar com la infermera assassinada el 1968.
- Gladys (†)  interpretat per Celia Finkelstein com la infermera assassinada el 1968.

#### 1978
- Bryan (†)  interpretat per Kay Schulz, germà bessó de Troy. El mata El Infantata
- Troy (†)  interpretat per Bodhi Schulz, germà bessó de Bryan. El mata El Infantata

#### 1983
- Constance Langdon interpretat per Jessica Lange. La mare de la família.
- Hugo Langdon (†) interpretat per Eric Close. El pare de la família, mort per Constance, al descobrir que se'n va al llit amb Moira, l'assistenta de la casa.
- Beauregard "Beau" Langdon (†) interpretat per Sam Kinsey. El fill gran, és deforme. El mata el Larry, ofegant-lo amb un coixí.
- Tate Langdon (†) interpretat per Evan Peters. El fill petit. El maten 14 homes de la SWAT. És L'Home de Làtex.
- Adelaide "Addie" Langdon (†) interpretat per Jamie Brewer. La filla, pateix de Síndrome de Down. L'atropella un cotxe en l'episodi 'Halloween: Part 1'.
- Moira O'Hara (†) interpretat per Frances Conroy / Alexandra Breckenridge. L'assistenta, matada per Constance al descobrir el seu idil·li amb Hugo.

#### 1994
- Larry Harvey interpretat per Denis O'Hare, és el pare. La seva família mor en un incendi. Ell està enamorat de Constance i té cremades greus per tot el seu cos ocasionades pel Tate.
- Lorraine Harvey (†)  interpretat per Rebecca Wisocky, és la mare d'aquesta família, mor en un incendi provocat per ella mateixa quan el seu marit la va a abandonar.
- Margaret Harvey (†)  interpretat per Shyloh Oostwald, és la filla gran, assassinada per la seva mare en l'incendi.
- Ángela Harvey (†)  interpretat per Katelynn Rodríguez, és la filla menor, assassinada per la seva mare en l'incendi.

#### 2010
- Chad Warwick (†) interpretat per Zachary Quinto com l'expropietari més recent de la casa. Mor d'un tret al pit simulant un suïcidi de L'Home de Làtex.
- Patrick (†) interpretat per Teddy Sears com la parella de Chad, el qual morirà a mans d'aquest.

#### 2011
- Dr. Benjamin "Ben" Harmon (†) interpretat per Dylan McDermott. El pare de la família. Tingué un idil·li amb Hayden i fuig a la nova casa per oblidar el que va succeir. Però acabarà morint penjat en aquesta nova casa.
- Vivien Harmon (†) interpretat per Connie Britton. La mare, mor en donar a llum a Michael.
- Violet Harmon (†) interpretat per Taissa Farmiga. La filla, mor a l'atipar-se de pastilles que li donà la seva amiga Leah.
- Jeffery Harmon (†) interpretat per ?. El fill bebè, mor en el part.
- Hayden McClaine (†) interpretat per Kate Mara. És l'estudiant i examant del Ben. Mor d'una palada que li dona el Larry.
- Moira O'Hara (†) interpretat per Frances Conroy / Alexandra Breckenridge. L'assistenta, és la padrina de Jeffery.

#### 2014
- Constance Langdon interpretat per Jessica Lange. L'àvia de la família.
- Michael Langdon interpretat per Asher Gian Starita. Net de Constance, fill de Tate i Vivien. És l'Anticrist personificat, ja que és la unió d'un mort amb una viva.

#### Altres
- Travis (†)  interpretat per Michael Graziadei com el jove amor de Constance assassinat per Hayden
- Marcy interpretat per Christine Estabrook com l'agent de béns dels Harmon.
- Leah interpretat per Shelby Young com l'abusadora de Violet, que després es converteix en la seva amiga.
- Luke interpretat per Morris Chestnut com un oficial de seguretat.
- Billie Dean interpretat per Sarah Paulson com una mèdium.

### Segona temporada
- Sarah Paulson com a Lana Winters
- Evan Peters com a Kit Walker
- Jessica Lange com la Germana Jude
- Zachary Quinto com el Dr. Oliver Thredson
- Lily Rabe com la Germana Mary Eunice
- Lizzie Brocheré com Grace Bertrand
- James Cromwell com el Dr. Arthur Arden
- Joseph Fiennes com el Monsenyor Timothy Howard
- Naomi Grossman com a Pepper
- Chloë Sevigny com a Shelley
- Clea DuVall com a Wendy Peyser
- Dylan McDermott com a Johnny Morgan
- Frances Conroy com a Shachath, l'àngel de la mort.

### Tercera temporada
- Sarah Paulson com a Cordelia Foxx
- Jessica Lange com a Fiona Goode
- Taissa Farmiga com a Zoe Benson
- Evan Peters com a Kyle Spencer
- Emma Roberts com a Madison Montgomery
- Lily Rabe com a Misty Day
- Frances Conroy com a Myrtle Snow
- Kathy Bates com a Madame Marie Delphine LaLaurie
- Denis O'Hare com a Spalding
- Angela Bassett com a Marie Laveau
- Gabourey Sidibe com a Queenie
- Jamie Brewer com a Nan

### Quarta temporada
- Sarah Paulson com a Bette i Dot Tattler
- Evan Peters com a Jimmy Darling
- Jessica Lange com a Elsa Mars
- Finn Wittrock com a Dandy Mott
- Denis O'Hare com a Stanley Spencer
- Emma Roberts com a Maggie Esmeralda
- Michael Chiklis com a Dell Toledo
- Kathy Bates com a Ethel Darling
- Angela Bassett com a Desiree Dupree
- Frances Conroy com a Gloria Mott
- Neil Patrick Harris com a Chester Creb
- Jamie Brewer com a Marjorie
- John Carroll Lynch com a Twisty el pallasso
- Mat Fraser com a Paul
- Erika Ervin com a Amazon Eve
- Jyoti Amge com a Ma Petite
- Naomi Grossman com a Pepper
- Rose Siggins com a Legless Suzi
- Chrissy Metz com a Barbara/ Ima Wiggles
- Ben Woolf com a Meep

### Cinquena temporada
- Lady Gaga com (La Comtessa) Elizabeth Johnson.
- Wes Bentley com a John Lowe.
- Sarah Paulson com a Sally McKenna/ Billie Dean Howard.
- Denis O'Hare com a Liz Taylor.
- Matt Bomer com a Donovan.
- Kathy Bates com a Iris.
- Evan Peters com a James Patrick March.
- Chloë Sevigny com a Alex Lowe.
- Angela Bassett com a Ramona Royale.
- Finn Wittrock com a Tristan Duffy/ Rudolph Valentino.
- Cheyenne Jackson com a Will Drake.
- Max Greenfield com a Gabriel.
- Lily Rabe com a Aileen Wuornos.
- Naomi Campbell com a Claudia.
- Mare Winningham com a Hazel Evers.
- Christine Estabrook com a Marcy.
- Axel Emiliano Fuentes Paredes com a Millus
- Gabourey Sidibe com a Queenie

### Sisena temporada
- Lily Rabe com Shelby Miller
- Sarah Paulson com Audrey Tindall / Lana Winters

- Shelby Miller a My Roanoke Nightmare

- Angela Bassett com a Monet Tumusiime

- Llegeix Harris a My Roanoke Nightmare

- Andre Holland com a Matt Miller
- Cuba Gooding Jr. com a Dominic Banks

- Matt Miller a My Roanoke Nightmare

- Kathy Bates com Agnes Mary Winstead

- Thomasin "La Carnissera" White a My Roanoke Nightmare

- Denis O'Hare com William Van Henderson

- Dr Elias Cunningham a My Roanoke Nightmare

- Wes Bentley com Dylan

- Ambrose White a My Roanoke Nightmare

- Evan Peters com Rory Monahan

- Edward Philippe Mott a My Roanoke Nightmare
- Cheyenne Jackson com Sidney Aaron James

- Lady Gaga com a Scathach*
- Finn Wittrock com Jether Polk
- Frances Conroy com Mama Polk*

### Setena temporada
- Sarah Paulson com Allyson «Ally» Mayfair-Richards i Susan Atkins
- Evan Peters com Kai Anderson, Andy Warhol, Marshall Applewhite, David Koresh, Jim Jones, Jesús de Natzaret i Charles Manson
- Cheyenne Jackson com a Dr. Rudy Vincent Anderson
- Billie Lourd com Winter Anderson i Linda Kasabian
- Alison Pill com Ivy Mayfair-Richards

- Adina Porter com Beverly Hope
- Leslie Grossman com Meadow Wilton i Patricia Krenwinkel
- Chaz Bono com a Gary Longstreet
- Colton Haynes com el detectiu Jack Samuels
- Cooper Dodson com Ozymandias «Oz» Mayfair-Richards
- James Morosini com a RJ 4
- Dermot Mulroney com a Bob Thompson

### Vuitena temporada
- Sarah Paulson com Wilhemina Venable, Cordelia Goode i Billie Dean Howard
- Evan Peters com el Sr. Gallant, James Patrick March, Tate Langdon i Jeff Pfister
- Adina Porter com Dinah Stevens
- Billie Lourd com Mallory
- Leslie Grossman com a Coco St. Pierre Vanderbilt
- Cody Fern com a Michael Langdon
- Emma Roberts com Madison Montgomery
- Cheyenne Jackson com a John Henry Moore
- Kathy Bates com a Miriam Mead, Miriam Mead 2.0 i Delphine LaLaurie

- Billy Eichner com a Brock i Mutt Nutter
- Kyle Allen com a Timothy Campbell
- Ash Santos com a Emily Campbell
- Jeffrey Bowyer-Chapman com Andre Stevens
- Joan Collins com a Evie Gallant i Bubbles McGee
- Frances Conroy com Myrtle Snow i Moira O'Hara
- Taissa Farmiga com a Zoe Benson i Violet Harmo

### Novena temporada
- Emma Roberts com Brooke Thompson
- Billie Lourd com a Montana Duke
- Leslie Grossman com Margaret Booth
- Cody Fern com a Xavier Plympton
- Matthew Morrison com Trevor Kirchner
- Gus Kenworthy com a Chet Clancy
- John Carroll Lynch com a Benjamin Richter / Mr. Jingles
- Angelica Ross com Donna Chambers / Rita RN
- Zach Villa com a Richard Ramírez

### Desena temporada

##### Part 1: Red Tide
- Sarah Paulson com a Tuberculosis Karen
- Evan Peters com Austin Sommers
- Lily Rabe com a Doris Gardner
- Finn Wittrock com a Harry Gardner
- Frances Conroy com Sarah Cunningham / Belle Noir
- Billie Lourd com a Leslie "Lark" Feldman
- Leslie Grossman com Ursula Khan
- Adina Porter com a cap Burleson
- Angelica Ross com a química
- Macaulay Culkin com a Mickey
- Ryan Kiera Armstrong com Alma Gardner

##### Part 2: Death Valley
- Sarah Paulson com a Mamie Eisenhower
- Lily Rabe com Amelia Earhart
- Leslie Grossman com a Calico
- Angelica Ross com a Theta
- Neal McDonough com a Dwight D. Eisenhower
- Kaia Gerber com Kendall Carr
- Nico Greetham com a Cal Cambon
- Isaac Powell com a Troy Lord
- Rachel Hilson com a Jamie Howard
- Rebecca Dayan com a Maria Wycoff

### Onzena temporada
- Joe Mantello com a Gino Barelli
- Billie Lourd com Hannah
- Zachary Cinquè com Sam
- Russell Tovey com a Patrick Read
- Leslie Grossman com Barbara Read
- Charlie Carver com Adam Carpenter
- Sandra Bernhard com Fran
- Isaac Cole Powell com Theo Graves
- Denis O'Hare com Henry
- Patti LuPone com Kathy

### Dotzena temporada

##### Part 1
- Emma Roberts
- Taissa Farmiga
- Leslie Grossman
- Dylan McDermott
- Joe Mantello
- Isaac Powell
- Zachary Quinto
- Kim Kardashian

## Promoció
Per a la promoció de la sèrie, FX va fer pública una campanya anomenada "House Call", en la qual els espectadores des de casa podien reunir-se i estar cara a cara amb un personatge de la sèrie.
Abans de l'estrena de la sèrie, FX donà diverses pistes abans de donar llum a la sèrie, que s'oferiren en el canal oficial de YouTube. Al final foren publicades deu pistes, titulades "Cello", "Baby", "Couples", "Coffin", "Lying Down", "Fire", "Stairs", "Melt", "Red Cello" i "Rubber Bump".
El 15 de setembre de 2011, FX publicà un lloc web que permetia als visitants que fessin una gira per la casa del crim al llarg de dècades, i que busquessin pistes.
Per a la segona temporada van aparèixer breus tràilers tant a la web oficial com a YouTube, en els quals en fragments de pocs segons es mostraven algunes escenes amb detalls sobre la nova trama ambientada en un psiquiàtric, com per exemple un sarcòfag d'Hidroteràpia. Aquests vídeos portaven per títol #3 Hydrobath, #4 White Rose, #4 White Rose, Ascend Teaser, Glass Prison, o #Clue 7 The Bucket, Special Delivery, Blue Coat, Red Rave, White Rave, o Our Doctors Always Know Best, Feeling Down? We can lift your spirits., o Hungry For More Horror?. També revelaven que el títol de la sèrie en la 2a temporada seria American Horror Story: Asylum, i que se situaria el 1964 amb els actors Jessica Lange, Sarah Paulson, Evan Peters, Lily Rabe, Zachary Quinto, James Cromwell, i Joseph Fiennes. Ryan Murphy explicà que “Vam triar 'Asylum’ (asil) perquè no només descriu la configuració d'un infest asil dirigit pel personatge de Jessica Lange en una sala de tuberculosis sinó que també significa un lloc per als no estimats ni desitjats. El tema d'aquest any és el seny i el fer front als horrors de la vida real”.
El 29 d'agost de 2012 a la revista Entertaintment Weekly, s'explicà que l'asil seria dirigit per una perversa monja anomenada Germana Jude (Lange), la qual estaria envoltada per tota una sèrie de personatges des d'un possible oficial nazi, el dr Arden (James Cromwell), fins a una pacient nimfòmana anomenada Shelley (Chloe Sevigny), entre d'altres. I que la germana Jude seria una dona més sàdica que santa, amb molts problemes en la seva vida i un passat obscur que ressorgirà de nou.

## Producció

### Concepció
Els creadors Murphy i Falchuk començaren a treballar en American Horror Story abans de produir la sèrie de televisió Glee. Murphy volia fer l'oposat al que havia estat fent anteriorment i així és com començà a treballar en la sèrie. "Vaig passar de Nip/Tuck a Glee, així que tenia sentit que volgués fer quelcom difícil i obscur. I sempre he estimat, com Brad també, el gènere de terror. Així que fou quelcom natural per a mi." Digué, "Estem fent una peça neta, dolça, optimista, no cínica, volia fer quelcom que d'alguna manera tapés el costat diferent de la meva personalitat." Falchuk estava intrigat per la idea de posar un punt de vista diferent en el gènere de terror, dient que la seva feina principal en crear la sèrie era espantar als espectadors. "Vols que les persones estiguin una mica fora de balanç després", digué. El to obscur de la sèrie es reflecteix després de Dark Shadows, que l'àvia de Murphy obligà a aquest a veure quan era jove. A més, la sèrie s'inspira en pel·lícules clàssiques de terror com La llavor del diable de Roman Polanski i The Shining per Stanley Kubrick.
Des del principi, Murphy i Falchuk planejaren que cada temporada de la sèrie explicaria una història diferent. Després que el final de la primera temporada fou emès, Murphy parlà dels seus plans de canviar de repartiment i ubicació per a la segona temporada. Dient, però que alguns actors tornarien interpretant personatges completament diferents, criatures, monstres, etcètera. Les històries dels Harmon però havien acabat.
Les persones que estan tornant interpretaran completament nous personatges”, anuncià. El novembre de 2012, el director executiu de FX, John Landgraf, va descriure el format únic de la sèrie, expressant: “La idea de fer una sèrie antològica de minisèries amb un repertori així ha demostrat ser innovador, un gran èxit que marcarà tendencia”.
El 2013, a PaleyFest, Falchuk comparà la sèrie amb les pel·lícules de terror: “Exigeix una mica de compassió al final, perquè t’enamores d'aquests personatges d'una manera diferent de com ho faries en una pel·lícula”, va dir. “Si vols matar tothom en una pel·lícula, excepte una persona, et pots sortir amb la teva, però si el que busques és fer un programa de televisió de terror, tens una responsabilitat diferent cap als personatges, ja que el públic té un afecte diferent per ells”.
Aleshores, Murphy va explicar que el procés de planificació de la temporada d'una sèrie requereix al voltant d'un any. “Primer pensem amb la història i després rumiem els personatges”, explicà. “Es tracta d'una companyia de repertori, així que mantenim activa la gent i, de vegades, encara no hi ha cap paper per ningú. Per exemple, quan vam començar la segona temporada, realment no tenia idea que Dylan (McDermott) seria qui interpretaria el paper del fill de Sarah, però, vaig pensar que això seria un gran treball”.
En un article d'agost de 2015 per a la revista Entertainment Weekly, Murphy va revelar que l'espectacle estava considerant la producció de dues temporades a l'any, a partir de 2016. La primera s'està emetent a la primavera i la segona a la tardor. Va explicar: “Estem fent una cosa que mai hem fet abans en l'espectacle en què estem fent dues habitacions diferents d'escriptors. Alguns dels nostres escriptors estan rebotant, però un grup totalment diferent vindrà a finals d'agost. El que farem pròximament és molt, molt diferent a això. No és més petit, simplement no és opulent. Més murri i més fosc”.

### Desenvolupament de la història

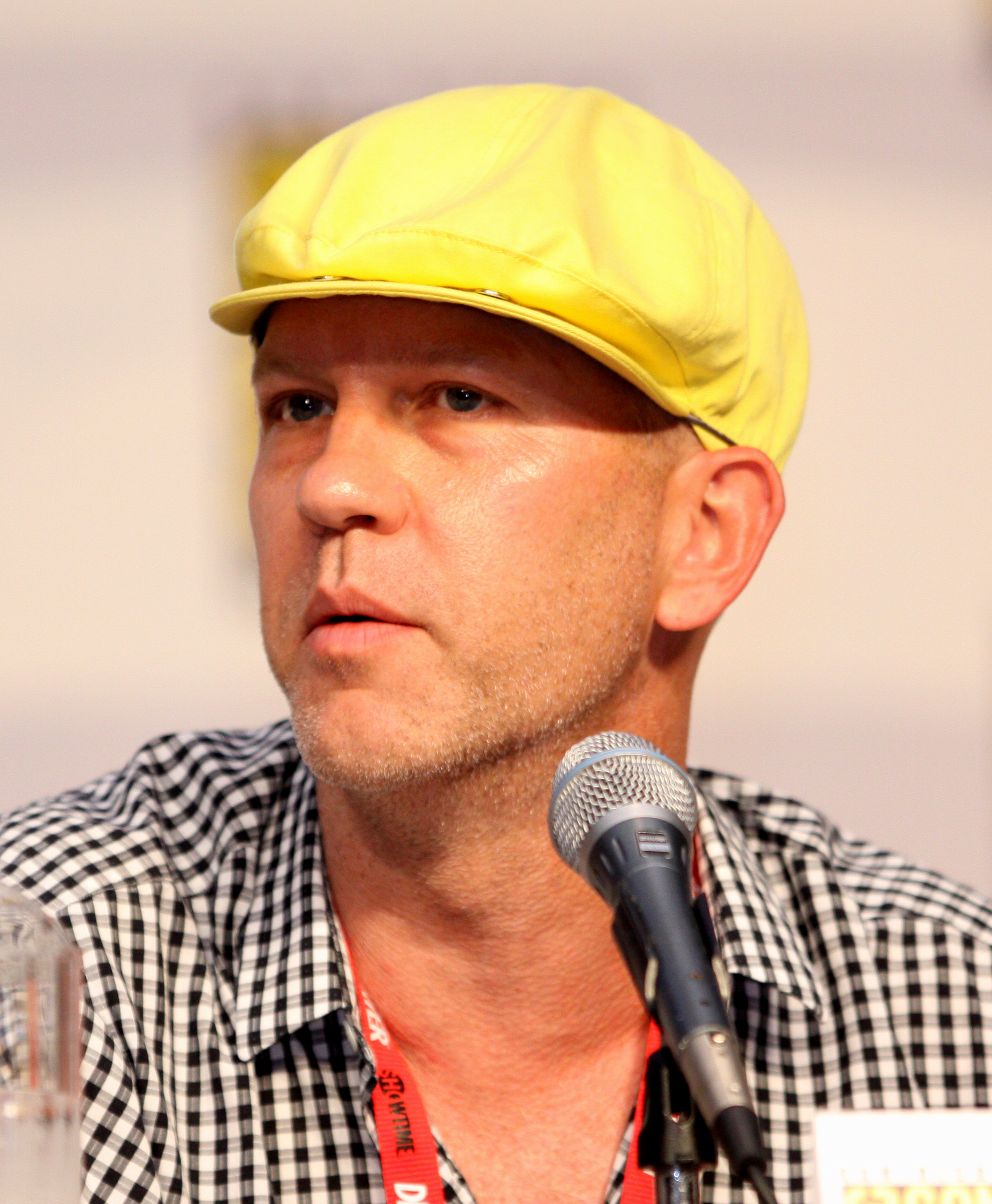
Ryan Murphy, creador de la sèrie.

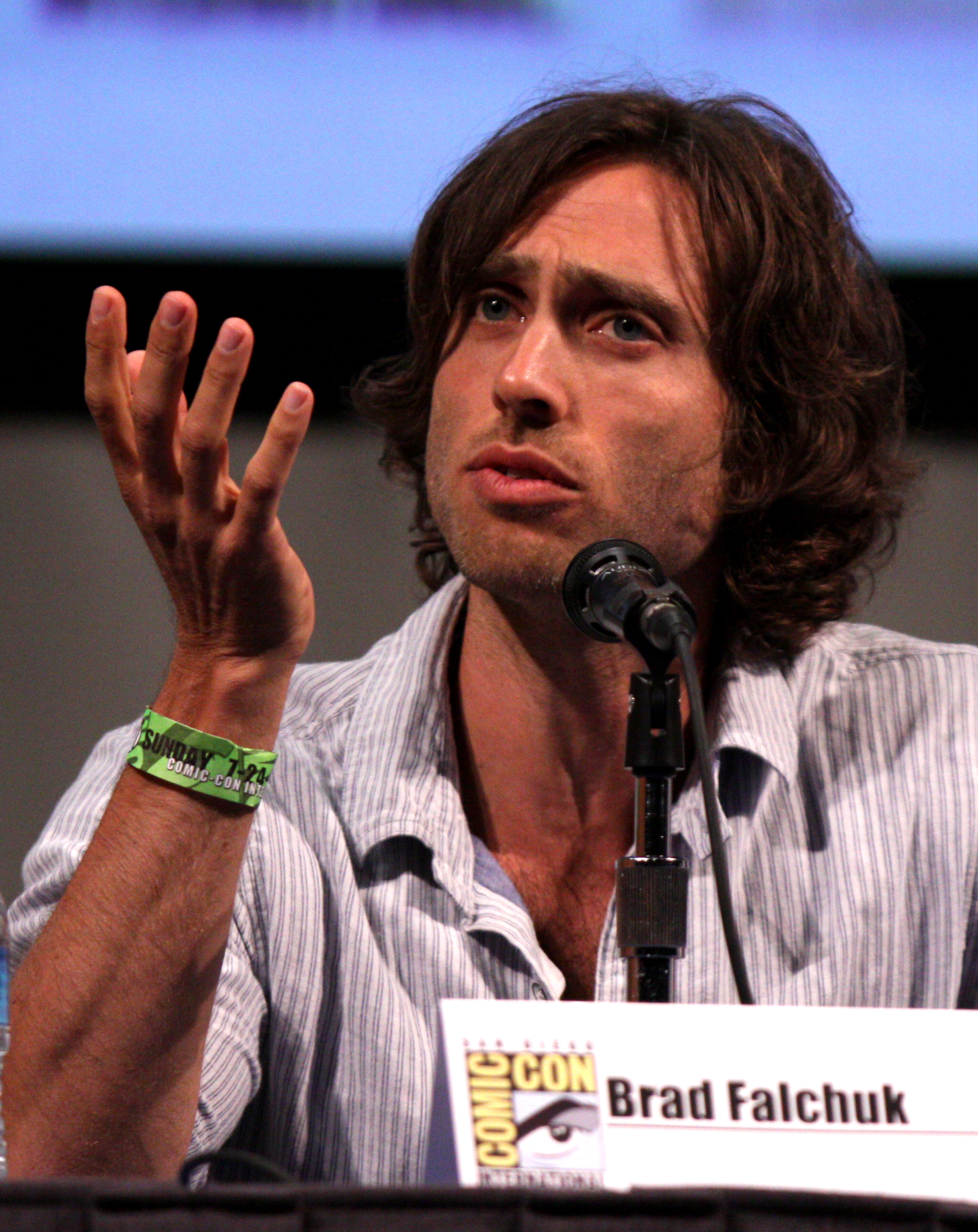
Brad Falchuk, creador de la sèrie.

Al febrer de 2011, FX anuncià oficialment que havia ordenat l'episodi pilot per una possible sèrie de Ryan Murphy i Brad Falchuk, amb ambdós com a guionistes i Murphy dirigint. S'anuncià que Dante Di Loreto seria el productor executiu. La producció de la sèrie comença a l'abril de 2011. El 18 de juliol de 2011, FX anuncià oficialment que el projecte s'havia convertit en una sèrie.

### Escriptura
Murphy i Falchuk escrigueren el guió de l'episodi pilot, amb Murphy dirigint. El 3 d'agost del 2011, s'anuncià que Tim Minear, Jennifer Salt, James Wong i Jessica Sharzer s'havien unit a la sèrie com a guionistes. Murphy i Falchuk van escriure conjuntament el segon episodi i Alfonso Gomez-Rejon el dirigí.

### Càsting

#### Primera Temporada
Els anuncis del càsting començaren el març de 2011, amb Connie Britton sent la primera a ser escollida, interpretant al personatge femení principal, Vivien Harmon. Britton digué que havia sigut un risc prendre el paper de Vivien. Quan Murphy li presentà el paper, ell digué, "Això és quelcom que nosaltres mai t'hem vist fer anteriorment. Canviarà el que has estat fent." Ella estava intrigada pel que ell li presentava i finalment, decidí prendre el paper. En una entrevista amb Entertainment Weekly, el co-creador de la sèrie, Ryan Murphy, digué que ell li va dir a Connie Britton, anteriorment, que el seu personatge Vivien moriria en la primera temporada. "Realment teníem tota la temporada traçada des del començament", digué. "En les reunions amb els principals actors, els personatges principals, Connie, Dylan [McDermott] i Jessica [Lange], mentres intentàvem atrapar-los, vam ser caçador de dir que aquí és on comences, aquest és el començament, i així és com acabes. Així que, sí, vaig ser capaç de dir-li a Connie realment tota la sèrie."
Denis O'Hare s'uní al ventall a finals de març com també Larry Harvey. Jessica Lange s'uní al ventall a l'abril com Constance, fent el seu primer paper regular a la televisió. Lange se sentia atreta pel paper perquè no requerà un compromís de 22 episodis com una sèrie. "¡Això va ser gran per mi", digué ella. "No estava a punt de comprometre'm a sis mesis. M'han ofert sèries abans, i determinava no fer-ho, perquè no puc fer aquest tipus de compromís per poc temps".
Dylan McDermott fou elegit com el protagonista Ben Harmon a finals d'abril. El seu personatge fou descrit inicialment com "un guapo i masculí terapeuta però sensible, que estima a la seva família però ha ferit a la seva esposa". McDermott digué que volia fer el paper per trencar el seu anterior paper com a Bobby Donnell en la sèrie The Practice. "Aquest fou exactament el perquè vaig voler fer aquesta sèrie – per canviar i fer un personatge diferent. Les persones pensen de mi com el tipus de The Practice... Volia canviar aquesta noció en el seu cap i amb esperança estic fent això", digué.
Al maig, Taissa Farmiga i Evan Peters foren els últims actors en ser escollits, interpretant a Violet Harmon i Tate Langdon. Farmiga digué que estimà a Violet "immediatament" i que "Ella tenia ànim per a ella, ella tenia actitud". Murphy ha descrit a Tate como el "verdader monstre" de la sèrie, afegint: "Per al gran crèdit d'Evan i el crèdit dels escriptors, crec que Evan ha fet un treball increïblement difícil en fer un monstre simpàtic." Zachary Quinto s'uní al repartiment a l'agost com Chad, l'antic propietari de la casa. Teddy Sears fou elegit per interpretar a Pat la parella de Chad.

#### Segona Temporada
El març de 2012, Murphy va revelar que la segona temporada s'havia conceptualitzat al voltant de Jessica Lange que interpreta la Germana Jude, una monja sàdica que dirigeix l'asil. Evan Peters, Sarah Paulson, Lily Rabe i Zachary Quinto també tornen com a membres de l'elenc principal a la segona temporada. Peters fa de Kit Walker, un pres acusat d'assassinar la seva dona. Paulson interpreta Lana, una reportera lesbiana que es veu compromesa amb l'asil per culpa de la seva sexualitat i intenta xafardejar al sanatori. El personatge de Rabe és la Germana Mary Eunice, la maldestre mà dreta de la Germana Jude. Quinto interpreta el Dr. Thredson, un psiquiatre de l'asil. Lizzie Brocheré fa el paper de Grace Bertrand, un personatge descrit originalment com “un ferotge, extremament sexual, i salvatge bombó”, però el paper va ser posteriorment renovat en gran manera. James Cromwell fa de co-protagonista com el Dr. Arthur Arden, que proclama estar a càrrec de l'asil i realitza experiments foscos als seus pacients. Joseph Fiennes va interpretar al Monsenyor Timothy Howard, un possible interès amorós de la Germana Jude.

#### Tercera Temporada
Per a la tercera temporada, els productors executius de la sèrie i co-creadors Ryan Murphy i Brad Falchuk van declarar que, igual que amb la segona temporada, “molts actors” tornarien en diferents rols, començant amb Jessica Lange. Estava confirmat que tan Evan Peters com Sarah Paulson tornarien, retratant Kyle Spencer i Cordelia Foxx, respectivament. Murphy va afegir que Lange podria representar una “dama amb molt “glamour” i, més tard, va revelar que s'anomenaria Fiona Goode.
Taissa Farmiga, Violet a la primera temporada, va interpretar Zoe Benson, un personatge que està involucrat en un romanç prominent durant la temporada. Lily Rabe va co-protagonitzar fent de Misty Day. L'actriu Frances Conroy, que abans era un caràcter recurrent, es va unir com a membre de l'elenc principal, interpretant el personatge de Myrtle Snow. L'actriu guanyadora d'un Oscar Kathy Bates va ser confirmada que seria una co-protagonista. Primerament s'informà que ella interpretaria “una dona que, al principi, és la millor amiga del personatge de Lange, però que es convertirà en la seva pitjor enemiga”, però això va ser canviat. Murphy va declarar que el personatge de Bates seria “cinc vegades pitjor que el seu personatge de Misery”, i també estaria inspirat en un “veritable esdeveniment”. Finalment, va interpretar a Madame Delphine LaLaurie, una racista immortal. S'anuncià el maig de 2013 que Emma Roberts s'havia afegit a l'elenc. Roberts va fer el paper de Madison Montgomery, una “noia festera i egocèntrica”.

#### Quarta Temporada
El novembre de 2013, Ryan Murphy va confirmar que Jessica Lange tornaria per a una quarta temporada, encara que en una capacitat reduïda. Més tard es va revelar que ella interpretaria a la propietària del circ de fenòmens, anomenada Elsa Mars. Kathy Bates va tornar a fer un paper principal, sent la dona barbuda Ethel Darling. El 29 de març de 2014, Murphy va anunciar que Sarah Paulson, Evan Peters, Frances Conroy, Emma Roberts, Denis O'Hare, i Angela Bassett tornarien a la quarta temporada.
Paulson interpreta les germanes siameses Bette i Dot Tattler; Peters és el “Noi Llagosta” Jimmy Darling; Conroy fa el paper de la rica Glòria Mott; Bassett és l'hermafrodita de tres pits Desiree Dupree; i O'Hare interpreta Stanley, un estafador que treballa amb Emma Roberts, que s'anomena Maggie Esmeralda. Al “PaleyFest” de 2014, es va revelar que Michael Chiklis s'uniria a l'equip com Dell Toledo, el pare de Jimmy, l'exmarit d'Ethel, i actual marit de Desiree. Més tard, Finn Wittrock també s'afegí al ventall principal com el fill mimat de Conroy, Dandy Mott.

#### Cinquena Temporada
Es va anunciar el 25 de febrer de 2015 que la cantant i compositora Lady Gaga protagonitzaria a la cinquena de la sèrie, titulada Hotel. Al “PaleyFest” de 2015 s'informà que Matt Bomer i Cheyenne Jackson serien co-estrelles i que Lange no tornaria. Des de “PaleyFest”, Murphy ha anunciat que a la sèrie tornen Wes Bentley, Chloë Sevigny, Kathy Bates, Sarah Paulson, Evan Peters, Angela Bassett, i Finn Wittrock. El 18 de juny de 2015, Murphy va revelar a “Deadline.com” que Denis O'Hare també tornaria. 

### Filmació

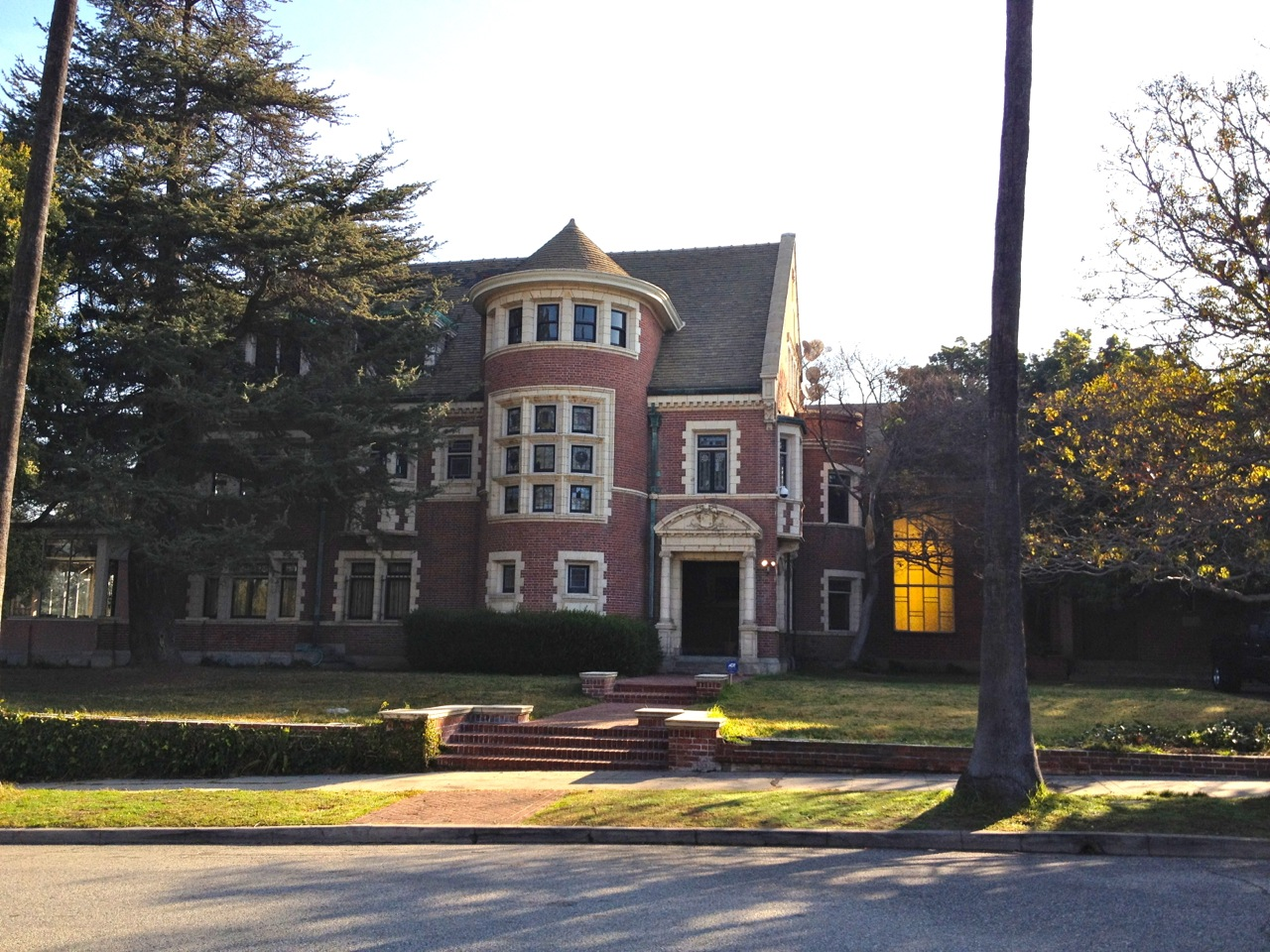
1120 Westchester Place, ubicació de la casa que apareix a la sèrie.

L'episodi pilot fou rodat en una casa a Country Club Park, Los Angeles, Califòrnia, que serveix como la casa encantada i escena del crim en la sèrie. Dissenyada i construïda als voltants de 1908 per Alfred Rosenheim, el president de l'Institut Estatunidenc d'Arquitectes a Los Angeles, la casa anteriorment havia sigut utilitzada com a convent. Una capella adjunta fou eliminada utilitzant tècniques de CGI.
La serie està filmada en sets que són una rèplica exacta de la casa. Detalls com les finestres Louis Comfort Tiffany, i les làmpades de bronze, foren recreades per preservar l'aspecte de la casa.
La producció i el rodatge de l'segona temporada va començar a finals de juliol de 2012 per estrenar la sèrie a mitjans d'octubre. Els exteriors de la segona temporada es van filmar a Hidden Valley, al Comtat de Ventura, Califòrnia, una zona rural dels afores de Los Angeles.
La tercera temporada es va començar a filmar el 23 de juliol de 2013, a Nova Orleans Louisiana. Primerament es va informar primer que la temporada es filmaria en diverses ubicacions, però, al final, el rodatge es va dur a terme principalment a Nova Orleans.
La filmació per a la quarta temporada va començar el 15 de juliol de 2014, a Nova Orleans, encara que la història transcorre a Júpiter, Florida.
La cinquena temporada es començà a filmar el 14 de juliol de 2015, a Los Angeles, Califòrnia, on succeeix la història. Murphy va revelar que un escenari de l'hotel de sis pisos s'estava construint al solar Fox. Una imitació de l'hotel fou construïda a la "Convenció Internacional de Còmics de San Diego" de 2015, mostrant un edifici d'estil “Art Déco” dels anys 1920, inspirat en la vella era de Hollywood. 

### Títols de crèdits
Els crèdits inicials de l'primera temporada van ser creats per Kyle Cooper i la seva companyia Prologue, que també va fer els títols de la sèrie The Walking Dead i la pel·lícula de David Fincher Se7en (1995). El tema musical va ser compost per César Davila-Irizarry i el músic Charlie Clouser. La seqüència està feta al soterrani dels Harmon i inclou imatges de nens, no nascuts (o avortats), bebès en gerros, calaveres, un vestit de bateig, un uniforme d'infermera, i una figura sostenint un parell de tisores cobertes de sang. Murphy ha descrit la seqüència com un mini-misteri i digué que "En el moment en què vegis el novè episodi d'aquesta temporada, cada imatge en aquesta seqüència serà explicada".
La seqüència d'obertura de la segona temporada es porta a terme pel mateix equip creatiu. “Estem rodant una nova seqüència de títols de crèdits amb el mateix equip de l'any passat”, ha dit el creador de la sèrie Ryan Murphy. “La cançó pot quedar-se... no estic segur”. La cançó es va mantenir, i la nova seqüència de títols es va establir al voltant de l'Asil, utilitzant trets dels interns que deliren i cirurgians que operen pacients amb benes ocultant els seus rostres. Els elements inclouen una jove una escala com l'exorcista i el somriure de la Mare de Déu que canvia de benèvol a ressentit.
La seqüència d'obertura de la tercera temporada manté la mateixa cançó, i aquesta és la primera a ser filmada principalment fora i no en un lloc tancat. Aquesta inclou figures vestint túniques i cucurulles negres, una criatura esquelètica amb ales i cabres mortes, i el Minotaure de la temporada també apareix. Per primera vegada, hi ha fons reals que apareixen amb els noms d'actors en lloc d'un fons completament negre. A més, algunes d'aquestes imatges inclouen bruixes penjades i la “Santa Muerte”. També apareix un home negre amb ulls penetrants i un somriure inquietant, així com ninots vudú. La diapositiva final continua després que unes figures negres amb cucurulles agafen un dels seus que després es veu cremant en una foguera, on bruixes joves ballen al seu voltant.
Els títols dels crèdits de la quarta temporada van apujar la marxa: el tema musical de la sèrie roman intacte, tot i que s'afegeix un “paisatge sonor” carnavalesc. La seqüència es compon tant de CGI, animació “stop-motion” i compta amb personatges estranys com una quimera esquelètica d'un ésser humà, un elefant que munta en bicicleta, un esquelet del que sembla un sol cap amb dos cossos, una criatura que s'assembla a un diable, un nen en una cadira de rodes amb les cames deformes, un personatge amb sindactília severa a les mans i els peus, un pallasso que pot girar el seu cap, una dona amb una tercera cama on haurien de ser els seus genitals i un mico demoníac de joguina que colpeja el tambor. També hi ha diapositives d'atraccions d'espectacles secundaris com un home que s'incrusta un cargol al nas, el llançament de ganivets i un home que s'empassa espases. L'element recurrent principal compta amb un torcedor de globus amb un ganivet.
La seqüència d'obertura de la cinquena temporada també era molt diferent de les temporades anteriors, ja que té un enfocament més bíblic. La cançó es manté però s'afegeixen veus. La font, que és la mateixa de les primeres quatre temporades, brilla en un vermell sobre un paper pintat d'hotel. A més a més, es mostren Els Deu Manaments en tot el vídeo i la introducció torna a ser com les tres primeres temporades. Els efectes visuals inclouen moltes persones fregant la sang a les parets i a terra, coses estranyes mostrades a través d'espieres, les persones que són víctimes a l'hotel, els nens petits corrent per l'hotel, així com moltes criatures diferents.
La seqüència del títol per a totes les temporades de la sèrie utilitza un tipus de lletra que s'assembla molt a un estil pel qual Charles Rennie Mackintosh fou conegut.

## Recepció

### Recepció de la crítica

#### Primera Temporada
La primera temporada American Horror Story: Murder House fou rebuda generalment amb crítiques positives. L'episodi pilot arribà al 61% a Metacritic, basat en 29 ressenyes. Ken Tucker d'Entertainment Weekly premià l'episodi pilot amb una B+, declarant, "AHS és bastant esgarrifosa, tot el temps: un munt de crits, sexe, ensurts, cares mutilades, comportament psicòtic i bebès morts".
Chuck Barney del San Jose Mercury News digué "La majoria dels xous televisius, després d'una estona, se'n van de la memòria. Aquest et perseguirà fins i tot en somnis". Hank Stuever de The Washington Post digué en la seva ressenya que "Refer les coses és una de les faltes de Murphy, però aquest xou té un estil captivador i és quelcom grotesc." Matt Fowler de IGN TV's va escriure que "l'episodi pilot contenia més estil que substància, però que és totalment visible". Fowler n'escrigué que "atrapava, era un experimento subversiu" i posà com a referència a Amityville Horror, The Shining i Twin Peaks.
No totes les ressenyes foren favorables: Alan Sepinwall de HitFix li donà a la sèrie una nota de D-, dient, "està molt per sobre del màxim, quan el màxim és un espectre microscòpic en el seu rar mirall, i està ple de sons rars, personatges que és possible que no oblidis tot i que és probable que ho desitgis."

#### Segona Temporada
La segona temporada, American Horror Story: Asylum, va rebre crítiques positives dels crítics, fins i tot més bones que a la primera temporada. La web revisora de continguts "Rotten Tomatoes" va informar que el 77% de 43 crítics van donar a la temporada una crítica positiva. El consens de la web és: “American Horror Story: Asylum traspassa fronteres a cops i espantar amb subtrames sexy  i una mica innovadores que tracten temes socials actuals”. Es van anotar 65 punts sobre 100 a “Metacritic” basant-se en 23 crítiques i, a més a més, James Poniewozik de Time va declarar: “AHS: Asylum sembla més centrat, frenètic com abans, però més esfereïdor”.
Maureen Ryan de “The Huffington Post” digué: “És pel mèrit dels escriptors, directors i elenc d'Asylum que el dolor emocional dels personatges sovint sembla tan real com la seva incertesa i el terror”. Verne Gay de “Newsday” va donar a la temporada un grau C, afirmant que “compta amb alguns bons efectes especials, però gairebé no té una història amb què s'aguantin”. Linda Stasi del “New York Post” va pensar que la temporada va ser “exagerada”, i afegí: “He d'entrar a l'asil jo mateix després de dues hores d'aquesta bogeria”.

#### Tercera Temporada
La tercera temporada, American Horror Story: Coven, va rebre crítiques molt positives. La pàgina web de crítiques i de revisió de continguts “Rotten Tomatoes” va informar que el 81% dels 36 crítics havien donat una crítica positiva a la sèrie. El consens del lloc diu: “Un elenc notable elenc està combinat amb la narració esgarrifosa i cursi, emocions extravagants que fan American Horror Story : Coven un festival d'ensurts potent i estructurat”. Es va anotar 71 punts sobre 100 a Metacritic basat-se en 24 crítiques.
Tot i això, Coven també ha estat rebut amb crítiques negatives en gran part d'alguns crítics, sobretot pel que fa a l'evolució tant de la història, com alguns personatges a la segona meitat de la temporada. El “A.V. Club” va donar a aquesta temporada la baixa qualificació de D+, amb el crític Todd Van DerWerff remarcant: “Va trontollant borratxo d'idea en idea, mai s'arriba a un acord en el temps suficient per a construir qualsevol cosa de valor”.

#### Quarta Temporada
La quarta temporada, American Horror Story: Freak Show, ha rebut crítiques majoritàriament positives. La web revisora de continguts "Rotten Tomatoes" informà que el 87% dels 38 crítics havien donat la temporada una bona crítica. El consens del lloc és: “Encara que pot desenganxar nous espectadors desacostumats a la seva raresa descarada, Freak Show encara porta emoció gràcies a la seva fiable elegant presentació i l'elenc d'actors”. Es van anotar 69 punts sobre 100 a Metacritic basats en 19 opinions “generalment favorables”.

#### Cinquena Temporada
La cinquena temporada, American Horror Story: Hotel, ha rebut crítiques mixtes. "Rotten Tomatoes" informa que el 58% dels 55 crítics han donat a la temporada una crítica positiva. L'opinió general de la pàgina és: “Afavorint un estil cridaner durant la narració eficaç, la cinquena temporada d'American Horror Story aporta un elenc talentós a l'Hotel de Ryan Murphy”. La recepció dels fans al mateix lloc web també era variada, el 59% dels espectadors van donar  una opinió favorable a la temporada. Hotel va marcar 60 punts sobre 100 a Metacritic basant-se en 24 opinions “mixtes o mitjanes”. 

#### Sisena Temporada
La sisena temporada, American Horror Story: Roanoke, va rebre crítiques majoritàriament positives de la crítica. L'agregador de ressenyes Rotten Tomatoes va donar a la temporada una puntuació d'aprovació del 74%, amb una nota mitjana de 6,68/10, basada en 15 ressenyes. El consens del lloc diu: " American Horror Story: Roanoke fa un gir sorprenent per allunyar-se dels formats AHS anteriors, revisant el ritme deliberat de les temporades anteriors a una escala més esgarrifosa i més petita, fins i tot si el format del crim real se sent exagerat".  A Metacritic, la temporada va rebre una puntuació de 72 sobre 100 a partir de 9 ressenyes, indicant "crítiques generalment positives", convertint-se en la temporada amb més ressenyes d'aquest lloc.

#### Setena Temporada
La setena temporada American Horror Story: Cult, va rebre majoritàriament crítiques positives de la crítica. L'agregador de ressenyes Rotten Tomatoes va donar a la temporada una puntuació d'aprovació del 73%, amb una nota mitjana de 7,05/10, basada en 49 ressenyes. El consens del lloc diu: " American Horror Story: Intrigues de culte amb una esgarrifosa exagerada i oportuna, i molts pallassos, tot i que es veuen obstaculitzats per àmplies generalitzacions polítiques i forats ocasionals en la lògica de la narració". A Metacritic, la temporada va rebre una puntuació de 66 sobre 100 basada en 24 ressenyes, indicant "crítiques generalment positives".

#### Vuitena Temporada
La vuitena temporada American Horror Story: Apocalypse, va rebre crítiques positives, i molts ho van considerar com una millora respecte a les últimes temporades. L'agregador de ressenyes Rotten Tomatoes va donar a la temporada una puntuació d'aprovació del 79%, amb una nota mitjana de 6,95/10, basada en 8 ressenyes. El consens crític diu: "Ryan Murphy i la fila d'intèrprets bruixots dels seus assassins salven literalment el món -i la franquícia- a Apocalypse, el swing crossover més ambiciós de la sèrie fins ara". A Metacritic, la temporada va rebre una puntuació de 63 sobre 100 basada en 6 ressenyes, indicant "crítiques generalment favorables".

#### Novena Temporada
La novena temporada American Horror Story: 1984, va rebre elogis de la crítica. Al lloc web de l'agregador de ressenyes Rotten Tomatoes, la temporada té una puntuació d'aprovació del 88%, amb una valoració mitjana de 7,45/10, basada en 169 ressenyes. El consens crític del lloc diu: "Una barreja gairebé perfecta de tropes slasher i girs característics d'American Horror Story, 1984 és un bon moment".
No obstant això, el retrat de Richard Ramírez va rebre crítiques, i molts, incloses les famílies de les víctimes de Ramírez, van acusar l'espectacle d'encantar-lo.

#### Desena Temporada
La desena temporada American Horror Story: Double Feature, el lloc web de l'agregador de ressenyes Rotten Tomatoes informa d'una puntuació d'aprovació del 80%, basada en 61 ressenyes de la temporada, amb una valoració mitjana de 9,00/10. El consens crític del lloc diu: "Tot i que la seva segona història encara és un misteri, la primera meitat de Double Feature demostra una bona estona amb actuacions fantàstiques".

#### Onzena Temporada
La onzena temporada American Horror Story: NYC, el lloc web de l'agregador de ressenyes Rotten Tomatoes informa d'una puntuació d'aprovació del 71%, basada en 7 ressenyes de la temporada, amb una puntuació mitjana de 6,80/10.
Emma Stefansky de The Daily Beast va declarar: "Hi ha un aire de fatalitat desconeguda que hi ha al programa fins i tot en els seus primers episodis, amb la gent que esmenta repetidament una sensació d'ominositat que impregna la ciutat, murmurant coses com: "Alguna cosa fosca s'acosta". No sempre? AHS: NYC té totes les signatures de Murphy, i més: és sexy, és salaç i és subversiu, sobretot per l'època i la comunitat en què està ambientat.

### Ràtings
L'episodi pilot obtingué un ràting d'1.6 entre adults d'edat entre els 18-49 i obtingué 3.2 milions d'espectadors, i tingué un total de 5.2 milions entre dos emissions. Aquest fou el millor número que FX ha rebut en una estrena de sèrie. L'episodi ajudà a fer que octubre fos el mes més vist a FX en tots els temps. L'episodi fou vist per 3.2 milions d'espectadors en 59 països.
Els ràtings augmentaren mentre la sèrie progressava, amb el quart episodi rebent un ràting d'1.7 entre adults de 18 a 49, una dècima d'un punt més alt que l'episodi pilot. El sèptim episodi tingué una audiència de 3.06 milions, rebent 1.8 de ràting entre adults de 18-49. El final de temporada fou vist per 3.22 milions d'espectadors i rebé un ràting d'1.8 compartit entre adults de 18-49. La primera temporada empatà amb la sèrie Falling Skies de TNT com la sèrie més gran de televisió per cable de l'any entre adults de 18-49.
Al Regne Unit, s'estrenà amb 128.200 espectadors. El segon episodi va veure un augment del 27%, rebent una audiència total de 158.700.
L'estrena de la segona temporada va guanyar una quota de 2,2 18-49 ràtings i va reunir 3.850.000 espectadors, marcant el major nombre de la sèrie. Pel sisè episodi de la temporada, el nombre es va reduir a 0,9 18-49 punts d'audiència i tan sols comptava amb 1,89 milions d'espectadors. No obstant això, es van recuperar fins a dos milions d'espectadors durant els episodis posteriors, i van arribar a 2,29 milions d'audiència al final de la temporada.
L'estrena de la cinquena temporada de la sèrie es va convertir en la segona transmissió més vista a la història de la cadena, només darrere del primer episodi de la temporada anterior, que va ser vist per 6.130.000 espectadors. Posteriorment, la sèrie fou renovada per una temporada més; John Landgraf, el director general de la xarxa, va comentar sobre l'èxit de la sèrie dient que American Horror Story, la sèrie de més audiència de la cadena, “s'ha unit, sens dubte, als nivells de les sèrie emblemàtiques de la televisió”. 

### Premis i nominacions
American Horror Story ha guanyat 40 de les seves 179 nominacions de premis. La franquícia ha guanyat 18 nominacions als "Premis Primetime Emmy". Jessica Lange va guanyar el premi a la “Millor Actriu de Repartiment en una Minisèrie o Pel·lícula” i a la “Millor Actriu Principal en una Minisèrie o Pel·lícula”, James Cromwell aconseguí el premi a al "Millor Actor de Repartiment en una Minisèrie o Pel·lícula”, i Kathy Bates a la “Millor Actriu de Repartiment en una Minisèrie o Pel·lícula”. A més a més, va rebre 33 nominacions al premi “Emmy d'Art Creatiu”, guanyant dues vegades a la “Millor Perruqueria per a una Minisèrie o Pel·lícula”, i una vegada de cada a la” Millor Edició de So per a una Minisèrie”, Pel·lícula o Especial, i als “Millors Vestits per a una Minisèrie, Pel·lícula o Especial”.
També ha rebut nou nominacions als “Premis Globus d'Or”, amb Lange com a guanyadora a la “Millor Actriu de Repartiment en una Sèrie, Miniserie o Pel·lícula de Televisió”, i Lady Gaga com a guanyadora a la “Millor Actriu en una Minisèrie o Pel·lícula de Televisió”. La sèrie també ha obtingut tres nominacions al “Premi al Millor Gremi d'Acotrs de Pantalla” l'Screen, amb Lange com a guanyadora a la “Millor Interpretació d'un Actor de sexe femení en una Sèrie Dramàtica”.
Altres reconeixements addicionals inclouen: El “Premi de l'Institut Americà de Pel·lícules” pel “Programa de Televisió Top Deu”, el “Premi pel disseny excel·lent de la producció del gremi de directors d'art”, el “Premi Bram Stoker” per a l'Assoliment Superior en un guió, dos “Premis d'Elecció dels Crítics de Televisió”, per l'actuació de Zachary Quinto i Sarah Paulson, el “Premi GLAAD Media” per la “Millor Minisèrie de TV”, el “Premi d'Or del Rodet” a la “Millor Edició de So”, un “Premi Satellite” al “Millor Gènere de sèrie de televisió”, i un “Premi Satellite” i un “Premi Honorari Satellite” per a Lange a la “Millor Actuació en una Sèrie de TV”, així com una nominació a la “Millor Actriu en una Minisèrie”.

## Altres Materials

### Sèrie Companya
El 7 octubre de 2014 s'anuncià que els creadors d'American Horror Story, Murphy i Falchuk, produirien una sèrie companya de la franquícia, titulada American Crime Story. Murphy també dirigirà el primer lliurament de la primera temporada de 10 episodis i, igual que la sèrie original, cada temporada d'American Crime Story serà una antologia. La primera temporada es subtitula “La Gent contra O.J. Simpson” i narrarà la vida dels homes i dones que estaven involucrats en aquest cas infame. El guió de la sèrie el portarà Scott Alexander i Larry Karaszewski. 

## Retransmissió internacional
| País | Canal             | Data d'emissió                             |
| --- | ----------------- | ------------------------------------------ |
| Canadà | CITY              | 24 d'octubre de 2011                       |
| Austràlia | Eleven            | 1 de novembre de 2011                      |
| Brasil | FOX               | 7 de novembre de 2011                      |
| Espanya | FOX i Cuatro      | 7 de novembre de 2011 i 27 de març de 2012 |
| Regne Unit | FX                | 7 de novembre de 2011                      |
| Guatemala · Hondures · Bolívia · Panamà · Argentina · Xile · Colòmbia · Costa Rica · Equador · El Salvador · Mèxic · Paraguai · Perú · Uruguai · Veneçuela · Bolívia · | Fox               | Dimarts 8 de novembre de 2011              |
| Alemanya | FOX Channel       | 9 de novembre de 2011                      |
| Japó | FOX Channel Japan | 12 de novembre de 2011                     |
| Polònia | FX                | 12 de novembre de 2011                     |
| Grècia | FX                | 13 de novembre de 2011                     |